# Хвилина слави
Хвилина слави (рос. Минута славы) — шоу талантів, де будь-яка людина може показати свої унікальні здібності. Прем'єра відбулася 17 лютого 2007 року на Першому каналі.
Виробник — Телевізійна компанія «BID» і телевиробнича компанія «Сохо Продакшн», з середини другого сезону — «Червоний квадрат» і «Біла студія».
Є неліцензійним аналогом британського шоу Саймона Ковелла «Britain's Got Talent» («В Британії є таланти»). Існує в більш ніж 40 країнах світу.
Починаючи з четвертого сезону по теперішній час, більшість учасників «Хвилини слави» є запрошеними конкурсантами українських шоу «Україна має талант», «X-Фактор» і «Танцюють всі!». Деяким із запрошених конкурсантів організатори запропонували представитися учасниками з Росії.

## Правила
У першому та другому сезоні змінювалися правила, але залишалося одне — показати унікальні здібності. У першому сезоні, якщо номер чимось не влаштовував суддю, він міг натиснути на кнопку: якщо всі три судді натиснули кнопку, номер переривався. У другому сезоні номер доводився до кінця. Судді говорили: «так» чи «ні». Якщо номер сподобався суддям, він проходить до півфіналу, а потім у фінал. Починаючи з 2 сезону учасники проходили вже в фінал, тому що півфіналів не було.
У перших трьох, а також в сьомому сезонах переможець шоу отримував 1 000 000 рублів. У 4-тому сезоні переможець шоу отримав 10 000 000 рублів. У 5-тому сезоні переможець шоу отримує 1 000 000 рублів, 1 кг золота і контракт з одним з московських цирків.
З середини четвертого сезону (з 5 жовтня по 29 грудня 2009 року) щотижня від «Ельдорадо» розігрувалися грошові призи серед телеглядачів.
У 6 сезоні правила змінилися. По-перше, назва змінилася на «Хвилина слави. Мрії збуваються» (боротьба за виконання своєї мрії). Це означає, що журі в кінці кожного відбіркового туру вибирає одного учасника (може бути навіть той, хто не пройшов до глядацького голосування) і дає йому вибір: або його мрія здійсниться, або він проходить у фінал безпосередньо, тобто без глядацького голосування і продовжує боротьбу за головний приз сезону — 1.000.000 рублів. По-друге, в учасників з'явилися наставники. Кармен Рюст і Едгард Запашний наставляють учасників циркових жанрів (з 9 відбіркового туру — Світлана Дружиніна та Ігор Жижикін), а Анастасія Заворотнюк і Єгор Дружинін — учасників в інших артистичних жанрах. Газета «Московський комсомолець» дає шанс на «Хвилину слави». Ті учасники, за яких протягом сезону голосували читачі газети, зможуть брати участь у фіналі і навіть виграти мільйон рублів.
У 7 сезоні шоу за новим сценарієм частина виступів учасників «Хвилини слави» тепер знімаються не в студії, а просто неба. Цього разу організатори вирішили, що учасники обов'язково повинні представляти Росію, а тому і девіз проекту цього разу — «Хвилина слави крокує по країні». Участь іноземних гостей тепер виключено. На честь 5-річного ювілею продюсери навіть змінили стандартні правила програми. Тепер знімальна група колесує по містах Росії і знімає унікальні номери прямо в гостях у конкурсантів, які з різних причин не можуть приїхати до Москви. За новими правилами, саме за такі номери журі не голосує. За них голосують глядачі в залі. У півфінал попадають ті учасники, за яких проголосують не менше 15 % глядачів у студії. Також немає наставників, які раніше підтримували конкурсантів.
У 8 олімпійському сезоні учасники борються за право узяти участь у церемонії відкриття Зимових Олімпійських Ігор в Сочі і виграти мільйон рублів. У цьому сезоні в кріслі члена журі разом із звичайними трьома суддями в кожному випуску неодмінно сидів один представник спорту, так як це олімпійський сезон. Також в VIP-ложі в кожному випуску були присутні різні гості зі своїми ексклюзивними подарунками, які вони в самому кінці туру вручали вподобаному учаснику. У півфіналах учасники боролися дуеллю, в результаті лише один з цієї дуелі проходить у фінал, а інші вибувають. Фінал був розділений на 2 частини: у першому учасники боролися за мільйон рублів, а у другому — за участь у церемонії відкриття зимових Олімпійських ігор в Сочі.
21 вересня 2016 року Перший канал оголосив кастинг на новий, ювілейний сезон.
У 9 ювілейному сезоні правила змінилися. Для того, щоб пройти далі, учасник повинен отримати від журі мінімум три «так». Якщо голоси розділяються порівну (по два), учасник вирішує свою долю сам, підкидаючи «монету слави». Якщо випаде біла сторона, учасник залишається в проекті, якщо червона, — вибуває. Головний приз — 5 000 000 рублів (за друге місце — 3 000 000 рублів, за третє місце — 1 000 000 рублів).
У півфіналі правила змінилися. Щоб учасник пройшов далі, за нього повинні проголосувати мінімум три члени журі. Ведучий один раз за кожен випуск має право врятувати будь-якого конкурсанта. У фінал пройшли лише 11 учасників, в суперфінал — ті, які набрали найбільшу кількість балів. Три учасники, які набрали найменшу кількість балів, покинули проект.
Суперфінал відбувся 29 квітня, і під час нього вручать п'ять мільйонів рублів переможцю, три мільйони — посів друге місце, а один мільйон — посів третє місце.

## Ведучі
Ведучі: у першому та другому сезонах — Гарік Мартиросян, в третьому сезоні — Олександр Цекало, в четвертому сезоні — Олександр Олешко і Вілле Хаапасало, у п'ятому сезоні — Олександр Олешко і Юлія Ковальчук, з шостого сезону ведучі на сцені залишилися Олександр Олешко і Юлія Ковальчук, а також у «червоній кімнаті» з'явився ведучий Дмитро Шепелєв та провідні-наставники Анастасія Заворотнюк і Єгор Дружинін, а також Едгард Запашний і Кармен Рюст (перша частина 6 сезону), Світлана Дружиніна та Ігор Жижикін (друга частина 6 сезону). У сьомому сезоні творці програми вирішили відмовитися від зоряних наставників, а учасників будуть направляти режисери і продюсери. Сезон будуть вести Олександр Олешко та Дмитро Шепелєв, а в тій же «червоній кімнаті» конкурсантів буде зустрічати Юлія Ковальчук.
Ведучі гала-концертів «Хвилини Слави»: у третьому сезоні Ксенія Собчак і Олександр Цекало, в четвертому сезоні — Вілле Хаапасало, Олександр Олешко, Діма Білан (гала-концерт з нагоди відкриття сезону), Дмитро Нагієв та Філіп Кіркоров (новорічний гала-концерт), у п'ятому сезоні — Олександр Олешко (відкриття сезону), в шостому сезоні — Олександр Олешко, Юлія Ковальчук, Валдіс Пельш, Яна Чурикова (відкриття сезону). Ведучим 9 сезону став Михайло Боярський.

## Судді
- У 1 сезоні склад журі був такий: Олександр Масляков, Тетяна Толстая і третій запрошений суддя.
- У 2 сезоні склад журі був такий: Олександр Масляков, Тетяна Толстая та Олександр Цекало.
- У 3 сезоні склад журі був такий: Олександр Масляков, Тетяна Толстая і третій запрошений суддя.
- У 4 сезоні склад журі був такий: Олександр Масляков, Леонід Парфьонов і третій запрошений суддя.
- У 5 сезоні склад журі був такий: Олександр Масляков, Марія Шукшина і третій запрошений суддя.
- У 6 сезоні склад журі був такий: Олександр Масляков, Лариса Гузєєва і третій запрошений суддя.
- У 7 сезоні склад журі був такий: Олександр Масляков, Лариса Гузєєва, Сергій Юрський і четвертий запрошений суддя.
- У 8 сезоні склад журі був такий: Олександр Масляков, Лариса Гузєєва, третій і четвертий запрошених судді.
- У 9 сезоні склад журі повністю змінився і складався з чотирьох запрошених суддів: Сергій Свєтлаков, Сергій Юрський, Рената Литвинова та і Володимир Познер.

## Переможці
- 1 сезон (2007) Максим Токаєв (юний акордеоніст)
- 2 сезон (2007) Дмитро Булкін (професійний акробат, що працював в цирку «Дю Солей»).
- 3 сезон (2008) Колектив «Грація» (пластика)
- 4 сезон (2009—2010) Олександр та Сергій Грінченко (акробати)
- 5 сезон (2010—2011) Віктор Кочкін і Данило Анастасьїн (безногі брейк-дансери)
- 6 сезон (2011—2012) Ігор Буторін (хула хупи)
- 7 сезон (2012—2013) група «I_Team» (стрибки на батуті)
- 8 сезон (2013—2014) Ольга Трифонова (повітряна гімнастка)
- 9 сезон (2017) Геворг та Андранік Варданяни (силова пара)

## Міжнародні конкурси
- 1. 3 січня 2010 в Росії пройшов перший міжнародний конкурс серед учасників «Хвилини слави» з різних країн. Іноземних учасників судили російські члени журі: голова журі — президент КВН Олександр Масляков, журналіст Леонід Парфьонов і актриса Віра Алентова. Російських учасників судили журі з інших країн. На кожного виступаючого іноземного учасника припадав один учасник з Росії, якого оцінювали журі тієї країни, представник якої виступив до російського представника. Оцінювання проходило за 10-бальною системою. Країни-учасниці: Ізраїль, Росія, США, Франція, Німеччина та Аргентина. Ведучі конкурсу — співак Філіп Кіркоров і актор Дмитро Нагієв (по ходу програми змінювали один одного), в «червоній кімнаті» актори — Олександр Олешко та Вілле Хаапасало. Між виступами учасників з піснями виступали російські артисти: Філіпп Кіркоров, Людмила Гурченко та Діма Білан, Олександр Олешко та Катя Старшова, Сергій Лазарєв та Лера Кудрявцева, Дмитро Нагієв і група ВІА Гра. Переможцем став учасник з Росії — Гагік Айдинян (двійник Майкла Джексона).
- 2. 9 липня та 16 липня 2011 в 5 сезоні шоу «Хвилина слави» пройшов черговий міжнародний турнір у 2-х частинах, де виступали учасники з Росії, Швеції, США, Німеччини, Великої Британії, Франції, Китаю, Південної Африки. Оцінювали учасників Сергій Гармаш, Марина Нейолова, Ірина Родніна, Емир Кустуриця. Цей конкурс виграли гості з Південної Африки, при цьому набравши більше всіх очок — 40 балів і отримали міжнародний кубок «Хвилини слави» 2010—2011. Провели це змагання Олександр Олешко та Юлія Ковальчук.
- 3. 4 вересня 2011 в Росії пройшло відкриття 6 сезону проекту з грандіозної прем'єри «Росія проти Америки», яку провели Олександр Олешко, Юлія Ковальчук, Валдіс Пельш, Яна Чурикова. Судді виставляли оцінки за 10-бальною системою: Російських учасників оцінювали американське журі, а американців — російське журі: Олександр Цекало, Крістіна Орбакайте, Олександр Масляков, Кармен Рюст. У підсумку по 40 балів набрали Олександр та Сергій Грінченко (Росія) і Rigolo (Америка).
- 4. 3 червня та 17 червня 2012 відбувся міжнародний конкурс вперше на двох сценах у вигляді 2-х гранд-фіналів, де змагалися фіналісти 2011 року з Чехії, Великої Британії, Німеччини, Китаю, США, Філіппін, Росії. Російське журі виставляло оцінки за 10-бальною системою. У першому фіналі переміг учасник Лю Вей з Китаю, а в другому фіналі — Віктор Кочкін і Данило Анастасьїн (Росія, переможці 5 сезону), набравши по 40 балів. Гранд-фінал провели Дмитро Шепелєв та Юлія Висоцька.

## Повторні покази
- З 6 липня по 31 серпня 2014 демонструвалися повтори 8 сезону.
- 5 квітня 2015 на честь 20-річчя Першого каналу в «Колекції Першого каналу» був показаний фінал першого сезону у виді хіт-параду.